# 狂戀樂團
狂戀樂團（韓語：러브홀릭），2002年由團長康炫民（吉他）、李在學（貝斯）、Jisun(黃智宣)（女主唱，2007年離團，後進入Woollim Entertainment開始Solo活動）組成，樂風是韓國狎鷗亭系。韓劇裡的主題曲常常使用他們的歌曲。台灣歌手羅志祥的歌曲〈好朋友〉是翻唱自此團的歌〈只要有你(그대만있다면)〉 。

## 專輯
- Florist（2003.04.26）
- Invisible Things（2004.08.26）
- Nice Dream（2006.04.13）
- Re-Wind（2006.11.23）
- Dramatic & Cinematic（2008.3.11）
- In The Air（2009.09.14）